# Липне (Вараський район)
Ли́пне — село в Україні, у Володимирецькій селищній громаді Вараського району Рівненської області. Населення становить 228 осіб.

## Географія
Село розташоване на лівому березі річки Стубла.

## Історія
У 1906 році село Володимирецької волості Луцького повіту Волинської губернії. Відстань від повітового міста 110 верст, від волості 10. Дворів 21, мешканців 134.
12 червня 2020 року, відповідно до розпорядження Кабінету Міністрів України № 722-р від «Про визначення адміністративних центрів та затвердження територій територіальних громад Рівненської області», увійшло до складу Володимирецької селищної громади.
19 липня 2020 року, в результаті адміністративно-територіальної реформи та ліквідації Володимирецького району, село увійшло до складу Вараського району.

## Населення
За переписом населення 2001 року в селі мешкали 224 особи.

### Мова
Розподіл населення за рідною мовою за даними перепису 2001 року:
| Мова       | Відсоток |
| ---------- | -------- |
| українська | 98,68 %  |
| російська  | 1,32 %   |